# Tank-Schüttgutfrachter
Als Tank-Schüttgutfrachter bezeichnet man verschiedene Massengut-Frachtschiffstypen zum gleichzeitigen oder abwechselnden Transport von Rohöl und Erzen sowie teilweise anderen Schüttgütern.
Das Erz/Öl-Frachtschiff, oder O/O-Carrier (vom englischen Oil/Ore für Öl und Erz) ist die ältere Variante für bestimmte Dienste mit gemischten Ladungsaufkommen von Rohöl und Erzen.
Der Öl/Massengut/Erz-Frachter, oder OBO-Carrier (vom englischen Oil Bulk Ore für Öl, Massengut und Erz) ist daher insbesondere für besonders flexible Dienste mit gemischten Ladungsaufkommen von Rohöl, Erz- und anderen Schüttgut-Ladungen in Regionen geeignet, auf denen ansonsten nur ein einseitiger Ladungseinsatz möglich wäre.

## Geschichte
Zwar wurden schon Ende des 19. Jahrhunderts, als man erste spezialisierte Erzschiffe und Tanker entwickelte, auch erste einfache Kombination von Öl-Erz-Schiffen ausprobiert, die Entwicklungsrichtung war anfangs aber noch eher unbestimmt (siehe hierzu auch die Schiffe Vaderland und Neptun). Insbesondere Erzschiffe waren aus Trimm- und Stabilitätsgründen mit, im Verhältnis zu den Laderäumen, großen Ballastwasserkapazitäten ausgestattet, deren Benutzung sich zum Öltransport anbot, um unökonomische Ballastfahrten zu vermeiden.
Die G. Harrison Smith von 1921 kann als einer der ersten konsequent als kombiniert einzusetzendes Schiff für die Erz- und Ölfahrt angesehen werden. Die Reederei International Petroleum Company fuhr mit der  G. Harrison Smith Erze von der südamerikanischen Westküste nach Maryland an der nordamerikanischen Ostküste, von dort im Ballast nach Mexiko, wo sie wieder Öl für die Westküste lud. Bedingt, unter anderem durch höhere Gebühren im Panamakanal (Tankschiffe hatten eine höhere, also ungünstige Vermessung), lohnte dieser Dienst aber nicht, woraufhin das Schiff als herkömmlicher Erzfrachter weiterbetrieben wurde.
Ein weiteres frühes Beispiel waren die motorbetriebenen, als Öl/Erz-Frachter konzipierten Svealand und Amerikaland (15357 BRT) der zum schwedischen Broström-Konzern gehörenden Reederei Angfartygs A/B Tirfing. Die 1925 bei der Deutschen Werft in Finkenwerder gebauten Schiffe transportierten Erz von Cruz Grande in Chile nach Baltimore. Sie waren auf 20 Jahre an Bethlehem Steel verchartert. Ein theoretisch möglicher Rohöltransport wurde wegen der hohen Kanalpassagen bei einer Zulassung als Tanker nicht durchgeführt.
Etwa Mitte der 1950er Jahre begann man Erz/Öl-Schiffe zu entwickeln, die das zu transportierende Öl nicht mehr ausschließlich in den die Erzladeräume umschließenden Tanks, sondern auch in den eigentlichen Laderäumen selber luden. Eines der ersten Schiffe dieser im Prinzip bis zuletzt gültigen Bauart, war die 1954 in den Vereinigten Staaten für die New Yorker Reederei Ore Transport Company umgebaute Californian.
Eine weitere Neuerung waren 1957 erstmals gebauten Tank-Schüttgutschiffe, mit der Eignung für Trockenladungen größerer Räumte. Diese Schiffe konnten erstmals auch Öl oder leichtere Schüttgüter, statt ausschließlich Erz und Öl befördern.

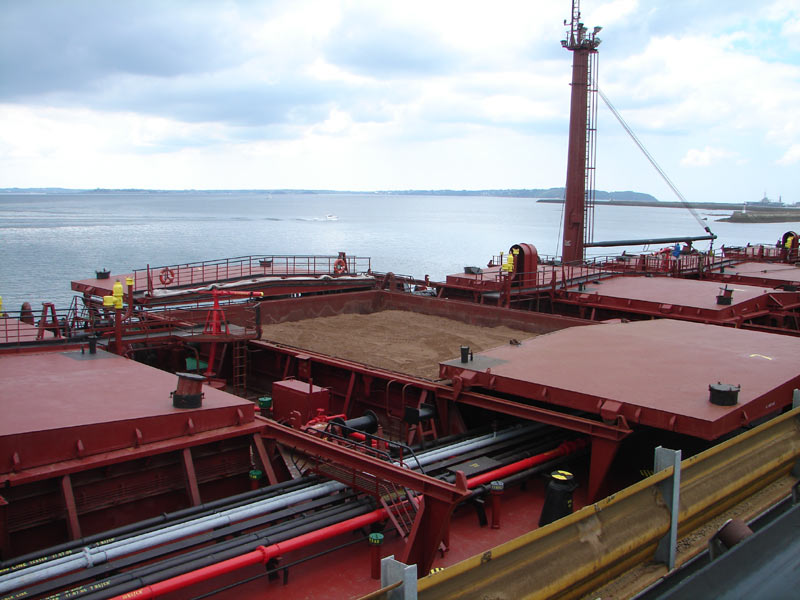
OBO-Carrier mit offenem Lukendeckel

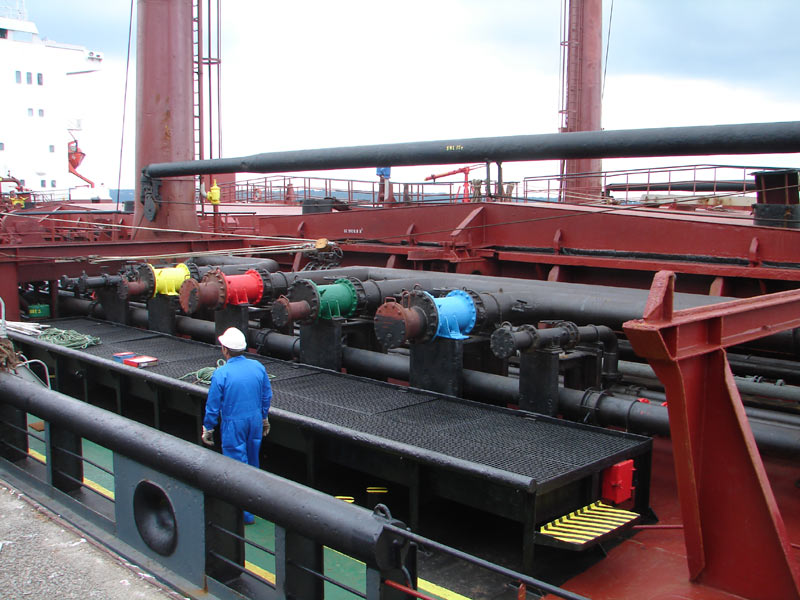
Manifold eines OBO-Carrier

Die letzten großen Schritte in der Entwicklung des neuen Schiffstyps OBO-Carrier waren die Ende 1959 in Fahrt gesetzte Mando Theodoracopulos und die im November 1965 von der Bremer AG-Weser-Werft abgelieferte Naess-Norseman. Die von Panagopulos & Associates in New York entworfene Mando Theodoracopulos brachte noch den Nachteil eines durchgehenden Mittellängsschotts und der großen Anzahl von 18 Luken mit, was den Ladungsumschlag verlangsamte. Die Naess-Norseman, deren Entwicklung federführend von Erling Dekke Næss, dem Eigner der Reederei Norness Shipping und dessen Leitendem Schiffbauingenieur T. M. Karlsen vorangetrieben wurde, prägte schließlich den Gattungsbegriff „OBO“.
Mit dem Aufkommen der echten OBO-Carrier ging eine kurze Phase der Erhöhung der Schiffsgrößen dieser Schiffstypen einher, die schon in den 1970er Jahren ihr Ende fand. Auch die zahlenmäßige Entwicklung des OBO-Carrier fand in den frühen 1970er Jahren ihren Höhepunkt und klang in den 1980er Jahren rasch wieder ab, da sich die schon beim Bau etwa 10 % über dem Preis reiner Tanker liegenden Schiffe nicht nur als deutlich anspruchsvoller in der Wartung und im technischen Unterhalt herausstellten, sondern auch verhältnismäßig viel Zeit zur Umstellung von einer Ladungsart auf eine andere benötigten.
Die überwiegende Anzahl dieser Schiffe wurden daher mit zunehmendem Alter als reine Bulkcarrier (und dann meist als reine Erzschiffe) oder Tanker gefahren. Ein größerer Prozentsatz dieser Schiffe wurde aus den genannten Gründen schnell als unprofitabel wieder zum Abbruch verkauft.
Erst in den 1990er Jahren begannen einige skandinavische Reedereien wieder eine Reihe von kleineren, etwa im Aframax-Segment anzusiedelnde OBO-Carrier zu bestellen.

## Laderaumanordnung

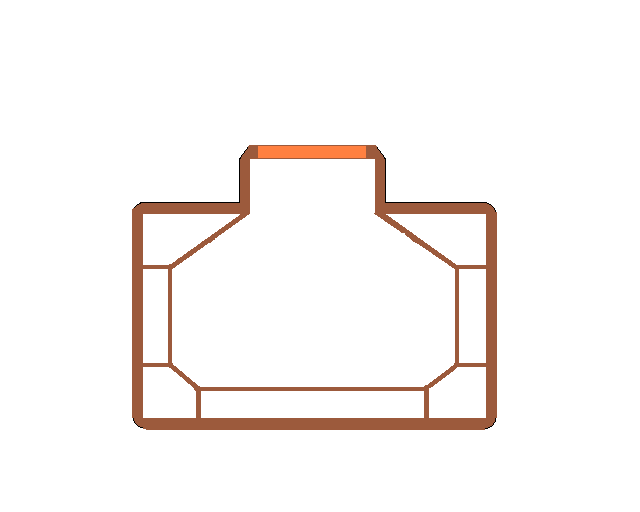
Laderaumquerschnitt Öl/Massengut/Erz-Frachter (OBO-Carrier)

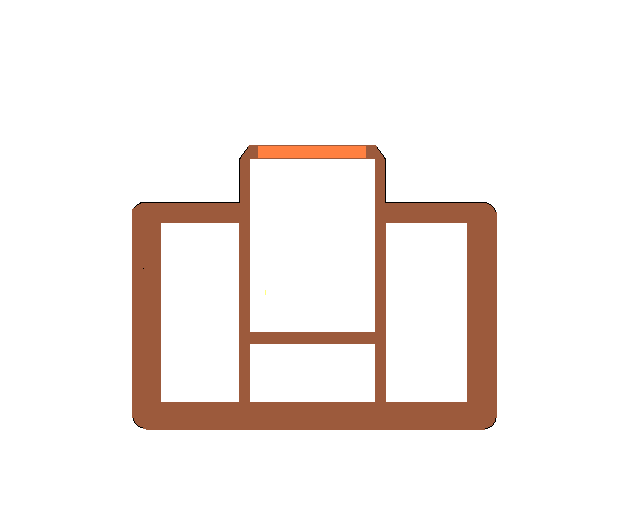
Laderaumquerschnitt Erz/Öl-Frachtschiff (O/O-Carrier)

Kombinierte Tank-Schüttgutschiffe müssen aufgrund ihrer Auslegung einige Kriterien erfüllen, die über diejenigen der herkömmlichen Tank- oder Massengutschiffe hinausgehen. Zum einen müssen sie dem anspruchsvollen Lade- und Löschbetrieb der Trockenladungen, insbesondere dem Erzumschlag, gewachsen sein, andererseits müssen die Ölladungen sauber und gasdicht transportiert werden können. So sind die zahlreichen Rohrleitungen für den Tankbetrieb so anzubringen, dass sie beim Trockenladebetrieb keinen Schaden nehmen. Bei frühen Bauarten, wurden die Schüttgüter in den zentralen Laderäumen geladen, die Lade- und Ballasttanks waren seitlich und darunter angeordnet. Bei späteren Bauarten, etwa ab den 1950er Jahren wurde auch in den zentralen Laderäumen Öl transportiert, was gasdichte Lukendeckel erforderlich machte. Bei der Weiterentwicklung vom O/O-Carrier zum OBO-Carrier veränderte sich die Form und die Größe der Trockenladeräume (siehe Abbildungen).